# Polyodontes panamensis
Polyodontes panamensis är en ringmaskart som först beskrevs av Chamberlin 1919.  Polyodontes panamensis ingår i släktet Polyodontes och familjen Acoetidae. Inga underarter finns listade i Catalogue of Life.